# Le pietre della luna
Le pietre della luna è un romanzo di Marco Buticchi, pubblicato da Longanesi nel 1997.
È il primo romanzo della serie che vede come protagonisti l'agente del Mossad Oswald Breil e l'archeologa italiana Sara Terracini. Ambientato in epoche diverse, deve il suo titolo a tre statuette d'oro, dette appunto "pietre della luna", risalenti alla Roma del primo secolo d.C. e che, tra furti e ritrovamenti, giungono fino all'epoca odierna.
Il libro ha avuto numerose ristampe ed è stato tradotto in tedesco e in spagnolo. Ha venduto 350 000 copie in Italia e all'estero.

## Trama
La vicenda si dipana in diverse epoche temporali.
I secolo d.C.. Durante una battaglia nel fronte germano, il legionario Giunio da Luna salva la vita al suo tribuno Marzio: da quel giorno fra i due si instaura una sincera amicizia, che porta la carriera del legionario a salire rapidamente, causando il rancore del tribuno Sestilio e del senatore Menenio. Condannato a morte con la (falsa) accusa di aver rubato il bottino di guerra, viene graziato grazie alla bella vestale Clelia. La famiglia di Giunio possiede da generazioni tre statuette d'oro raffiguranti tre fasi lunari, chiamate "Pietre della Luna". Dopo varie vicissitudini, fra tradimenti, fughe, omicidi, complotti e riabilitazioni i due infine si sposano.
XVII secolo. Sono anni di dominazione spagnola nelle Americhe meridionale e centrale. I galeoni Santa Esmeralda e Nuestra Señora de Atocha hanno il compito di trasportare in patria immense ricchezze sia saccheggiate ai nativi che fornite dalle miniere, ricchezze che andranno a rifornire le disastrate finanze spagnole, dissanguate da decenni di guerre contro inglesi e olandesi. Nella Santa Esmeralda è imbarcato come cappellano il frate Pietro di Marzio, discendente di Giunio e Clelia; il frate ha con sé le Pietre della Luna. Spinto da una premonizione, decide di ricopiare e tradurre i rotoli di pergamena che Giunio scrisse per ricordare ai discendenti la sua storia, e di mettere al sicuro in un monastero i quattro volumi con la traduzione. Dopo un ammutinamento e una tempesta tropicale, la Santa Esmeralda e la Atocha colano a picco. Il frate e alcuni altri si salvano naufragando su un'isola caraibica e venendo successivamente recuperati dalla flotta spagnola. 
1945, Berlino. Con i sovietici alle porte, all'astronomo Leonard Speitz vengono requisiti dalle SS tutti i documenti con tutte le sue scoperte, che vengono imbarcati assieme ad oggetti (fra i quali le Pietre della Luna, venute in possesso di Hitler grazie al ritrovamento della S. Esmeralda nel 1927 da parte di un industriale tedesco che si vendette al regime nazista) e documenti del Führer nel sommergibile U115, il quale verrà successivamente affondato dalla Marina britannica nel Mare del Nord.
1995-96. Durante il recupero del sommergibile della seconda guerra mondiale U115 vengono riportati alla luce, dopo numerosi tentativi ostacolati da alcuni attentati, le Pietre della Luna assieme a dei documenti di vitale importanza che portano alla scoperta di un asteroide in rotta di collisione con la Terra. Oswald Breil, interessato a scoprire il vero destino di Hitler, dovrà battersi per la salvezza dell'umanità contro una Società segreta, la "Lobby di Trafalgar", il cui capo Robert Rustom (presidente della compagnia petrolifera su una cui piattaforma si svolge il recupero del sottomarino) si suicida dopo essere strato smascherato. Con l'aiuto del colonnello della NASA Kevin Dimarzio, della scienziata e scrittrice Laura Joanson e dell'agente della CIA Pete Dayle, Breil si ritrova a districare un mistero bimillenario. Dimarzio, essendo discendente diretto di Giuno e di fratello Pietro, è in possesso dei quattro volumi scritti dal frate, che lascia a Laura prima di imbarcarsi nello Space Shuttle con la missione di deviare l'asteroide con l'ausilio di armi nucleari americane e sovietiche. La scienziata consegna i volumi a Breil che li affida alla dott.ssa Sara Terracini per il restauro e la traduzione. Lo scopo di Breil è rintracciare il misterioso nuovo capo della Lobby di Trafalgar (che nacque dopo aver salvato il Führer per mantenere il segreto) che con un colpo di scena si svelerà nelle pagine finali del romanzo.

## Personaggi
- Oswald Breil, maggiore del Mossad
- Sara Terracini, storica e restauratrice italiana
- Laura Joanson, famosa scrittrice e direttrice del Museo Reperti Sommersi di Key Biscayne
- Kevin Dimarzio, colonnello della NASA
- Gregory Bender, capo della commissione scientifica dell'ONU
- Robert Rustom, capo della Lobby di Trafalgar
- Pete Dayle, agente della CIA
- Giunio, legionario romano
- Clelia, vestale
- Marzio, legatus romano
- Menenio, senatore di Roma

## Edizioni
- Marco Buticchi, Le pietre della luna, collana La gaja scienza, Milano, Longanesi, 16 gennaio 1997,  pp. 430, ISBN 88-304-1408-5.
- Marco Buticchi, Le pietre della luna, Milano, TEA, 1997,  p. 430, ISBN 9788878184701.
- Marco Buticchi, Le pietre della luna, Best TEA, Milano, TEA, 2010,  p. 430, ISBN 9788850221080.
- Marco Buticchi, Le pietre della luna, Best TEA, Milano, TEA, 2014,  p. 430, ISBN 9788850236404.
- Marco Buticchi, Le pietre della luna, TEA più, Milano, TEA, 31 gennaio 2019,  p. 432, ISBN 9788850252220.
- Marco Buticchi, Le pietre della luna, Super TEA, Milano, TEA, 6 agosto 2020,  p. 432, ISBN 9788850258673.
- (DE)  Marco Buticchi, Die Jagd nach den Mondsteinen, Aus dem Italienischen von Christel Galliani, München, Malik, 1998.
- (ES)  Marco Buticchi, Oro antiguo, Traducción Clara Giménez, Barcelona, Salamandra, 2003.